# Gymnothorax afer
La morena oscura (Gymnothorax afer) es una especie de pez anguiliforme de la familia Muraenidae. No se reconocen subespecies.

## Morfología
Los machos pueden llegar a alcanzar los 100 cm de longitud total.

## Distribución
Es propia del océano Atlántico, encontrándose en las costas de Mauritania hasta Namibia.